# Grêmio Esportivo Anápolis
Grêmio Esportivo Anápolis é um clube brasileiro de futebol da cidade de Anápolis, no Estado de Goiás. Campeão Goiano de 2021.
Sua torcida organizada, é conhecida como “Torcida Raposa Azul" também fundada em 2022.

## História
Grêmio Esportivo Inhumense S/A, foi criado em 15 de março de 1999 como clube empresa de acordo com a lei Pelé. O Grêmio foi o primeiro clube empresa a ser criado na região centro-oeste do Brasil. Neste mesmo ano os acionistas começaram a montar toda a equipe para a disputa da Segunda divisão do campeonato goiano de futebol que só aconteceria no ano seguinte (ano de 2000).
Na disputa do campeonato goiano da Segunda divisão o Grêmio foi Vice-Campeão, ascendendo assim à elite do campeonato goiano de futebol profissional, ou seja, no ano de 2001 ele passa a ocupar uma das vagas da primeira divisão do campeonato goiano.
No final de 2005, aproximadamente 17 de novembro, o Grêmio Inhumense muda de nome e de endereço; O famoso Grêmio Inhumense passa a se chamar Grêmio Esportivo Anápolis S/A. Os motivos que levaram os acionistas a transferir o clube de Inhumas-GO para Anápolis-GO foram, uma maior prospecção econômica, uma maior população e maior apoio por parte das autoridades locais.
O time conquistou o seu primeiro título em 2011, sagrando-se campeão invicto da terceira divisão goiana.[carece de fontes?] Em 2017, o Grêmio faturou a segunda divisão do campeonato goiano.
Na temporada 2021, sagrou-se campeão do Campeonato Goiano pela primeira vez, ao derrotar o Vila Nova nos pênaltis, juntando-se ao Anápolis. Também foi feito seu hino, composto por Paulo Francisco e lançado durante as quartas de final da competição.
Em 2023 foi rebaixado no Campeonato Goiano.

## Títulos
| Estaduais | Estaduais                             | Estaduais | Estaduais  |
|           | Competição                            | Títulos   | Temporadas |
| --------- | ------------------------------------- | --------- | ---------- |
|           | Campeonato Goiano                     | 1         | 2021       |
|           | Campeonato Goiano - Divisão de Acesso | 1         | 2017       |
|           | Campeonato Goiano - Terceira Divisão  | 1         | 2011       |

## Campanhas de destaque
- Campeonato Goiano de Futebol de 2012 - Segunda Divisão: Vice-Campeão

Obs.: Em 2000, Ainda Como Grêmio Esportivo Inhumense.

## Estatísticas

### Participações
|  | Participações em 2025 |

| Competição | Competição        | Temporadas | Melhor campanha     | Estreia | Última | P | R |
| Goiás      | Campeonato Goiano | 18         | Campeão (2021)      | 2001    | 2023   |   | 3 |
| Goiás      | 2ª Divisão        | 5          | Campeão (2017)      | 1999    | 2025   | 3 | 1 |
| Goiás      | 3ª Divisão        | 1          | Campeão (2011)      | 2011    | 2011   | 1 |   |
| Brasil     | Série C           | 2          | 53º colocado (2005) | 2002    | 2005   | – | – |
| Brasil     | Série D           | 1          | 50° colocado (2022) | 2022    | 2022   | – |   |
| Brasil     | Copa do Brasil    | 1          | 1ª fase (2022)      | 2022    | 2022   |   |   |

- Posição: 272º
- Pontuação: 2 pontos

Ranking criado pela Confederação Brasileira de Futebol que pontua todos os times do Brasil.